# Macchi M.19
Le Macchi M.19 est un hydravion monoplace de compétition italien, conçu et construit par Macchi pour la Coupe Schneider de 1920.

## Développement
Basé sur le précédent Macchi M.17, le M.19 vola pour la première fois en août 1920. Il fut conçu pour répondre à une nouvelle règle de la Coupe Schneider imposant à chaque concurrent de transporter une charge de 300 kg. Le M.19 était un hydravion monoplace biplan, motorisé par un moteur V12 à refroidissement liquide Fiat A.14 de 600 ch monté sur jambes de suspension au-dessus de l'aile supérieure. L'avion était propulsé par une hélice à quatre pales. 
Arturo Zanetti effectua le premier vol en Août 1920 à l'Idroscalo de Schiranna sur le lac de Varèse, au centre de test des hydravions de Varese.
Dès le début des vols d'essais on remarqua une réaction de couple due à la puissance du moteur. La coque et la gouverne de direction durent être modifiées. À cause de cela le M.19 ne put participer à la Coupe Schneider de 1920. 
En 1921, la règle sur le poids embarqué fut assouplie et les italiens purent choisirent 3 représentants parmi 16 candidats. Le M.19 piloté par Zanetti faisait face à deux Macchi M.7, un Savoia S.19 ainsi qu'un seul avion étranger, un Nieuport-Delage NiD-29 V français. Le M.19 abandonna après le 12e tour à la suite d'une rupture de vilebrequin qui sectionna une canalisation de carburant, provoquant un incendie dans l'avion